# Pavol Hamžík
Pavol Hamžík (* 20. srpna 1954 Trenčín) je slovenský diplomat a politik, v letech 1996–1997 byl v třetí vládě Vladimíra Mečiara ministrem zahraničních věcí SR za HZDS, pak členem Strany občanského porozumění, za kterou byl v letech 2001–2002 místopředsedou vlády pro evropskou integraci v první vládě Mikuláše Dzurindy, poslanec Národní rady SR, později slovenský velvyslanec na Ukrajině.

## Biografie
V roce 1978 absolvoval Právnickou fakultu Univerzity Komenského. V letech 1989–1991 studoval na Diplomatické akademii v Moskvě. V letech 1978–1984 působil jako právník v Ústavu mechanizace oděvní výroby v Trenčíně, pak byl v letech 1984–1985 zaměstnancem federálního Ministerstva zahraničních věcí ČSSR. V letech 1984–1989 byl konzulem na československém velvyslanectví v Dánsku.
V letech 1991–1992 byl členem delegace ČSFR na jednání Konference o bezpečnosti a spolupráci v Evropě o odzbrojení, v roce 1992 předsedal řídící skupině KBSE o jugoslávské krizi. V lednu 1993 byl jmenován vedoucím vládní delegace Slovenské republiky při KBSE a byl předsedou řídící skupiny KBSE k válce v bývalé Jugoslávii. V srpnu 1993 přešel na post vedoucího stálé mise SR při KBSE ve Vídni. V květnu 1994 se stal slovenským velvyslancem v Německu.
V období srpen 1996 – červen 1997 byl ministrem zahraničních věcí SR v třetí vládě Vladimíra Mečiara za HZDS. Později přešel do nově ustavené politické formace Strana občanského porozumění. Za ni byl v parlamentních volbách roku 1998 zvolen poslancem Národní rady SR. V letech 1999–2002 působil i jako předseda této strany. V období květen 2001 – říjen 2002 byl místopředsedou vlády pro evropskou integraci v první vládě Mikuláše Dzurindy. V letech 2001–2002 byl zástupcem Slovenska v Konventu o budoucnosti Evropy, který chystal evropskou ústavu.
V letech 2006–2009 vykonával funkci poradce ministra zahraničních věcí SR a zahraničněpolitického poradce předsedy vlády. Byl rovněž zmocněncem vlády pro jednání o Lisabonské smlouvě. V květnu 2009 byl jmenován velvyslancem na Ukrajině.